# Luftmassemätare

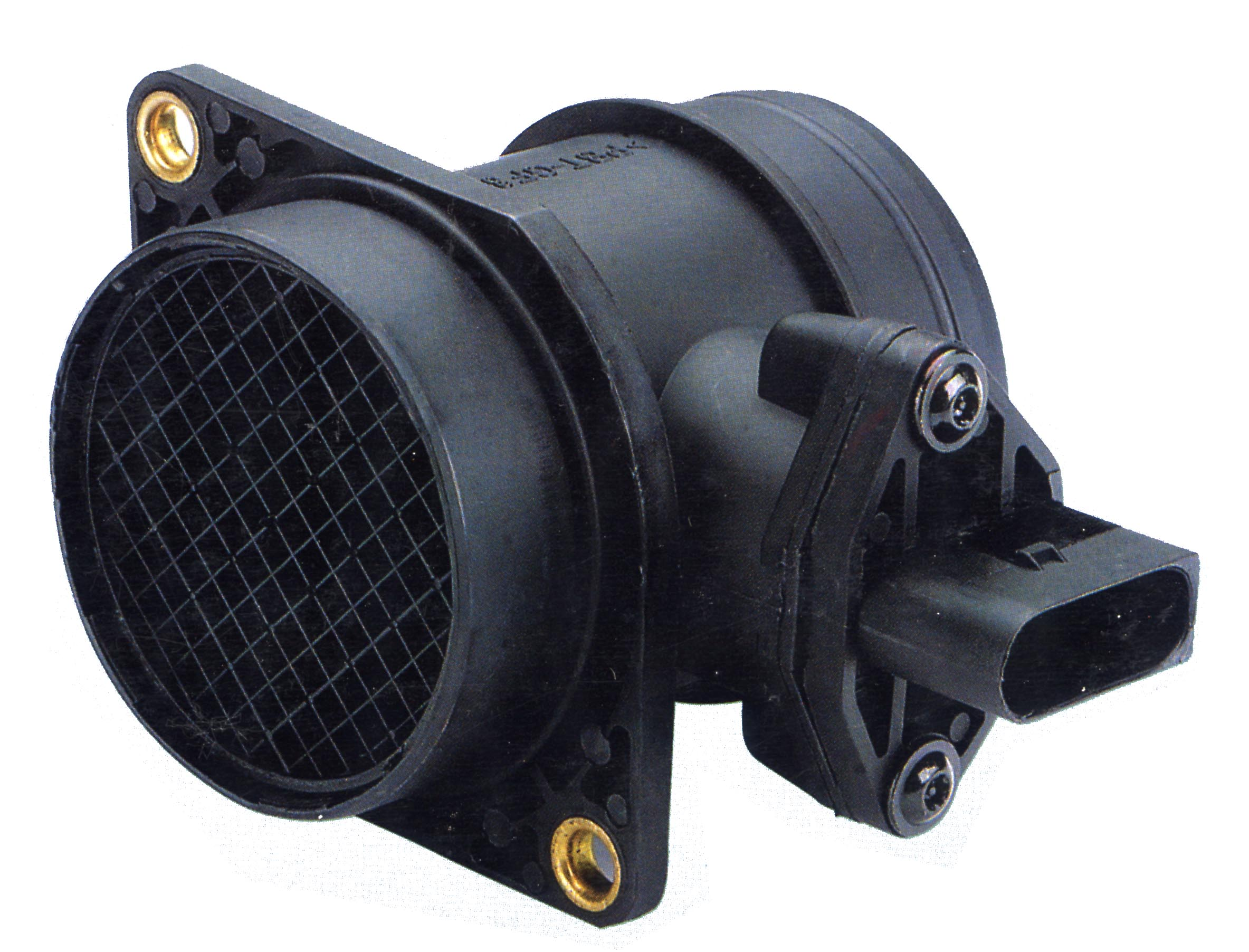

Luftmassemätare används i bilar med elektronisk bränsleinsprutning för att mäta mängden luft som motorn konsumerar. I luftmassemätare sitter en eller flera platinatrådar som värms upp elektriskt, och sedan kyls ned av luftströmmen. Beroende på hur mycket tråden/trådarna kyls och hur mycket elektrisk spänning som krävs för att trådarna ska hålla en konstant temperatur, får bilens motorstyrdon en signal om hur mycket luft bilen tar in i motorn. Därefter beräknar bilens motorstyrdon hur mycket bränsle som skall sprutas in i motorn i förhållande till mängden luft. 
I modernare system är platinatråden ersatt med ett litet kretskort istället.
Alternativ till Luftmassemätare är till exempel:
- MAP-sensor
- Luftmängdsmätare som är mekanisk.

Vissa insprutningssystem använder flera av teknikerna, till exempel luftmängdsmätare och MAP-sensor för att åstadkomma en slags dubbel säkerhet.
Luftmängdsmätaren sitter placerad på insugsröret efter luftfiltret. På bilar med turbo kan den sitta mellan turboaggregatet och spjällhuset, alternativt mellan luftfiltret och turboaggregatet.